# Fred Jones
Fred Jones egy kitalált szereplő a Scooby-Doo, merre vagy? című sorozatban és az ezen alapuló Scooby-Doo-franchisenak. A franchise során - a filmekben illetve a sorozatokban - Fred személyisége változott, de a legtöbb sorozatban és filmben főszereplőként jelenik meg, mint  Rejtély Rt. tagja. Szereplése az eredeti 1969-es sorozat óta nem teljesen folyamatos, az 1979-es Scooby-Doo és Scrappy-Doo-ban jelenik meg utoljára, mint főszereplő, egészen a '90-es évek elején készült Scooby-Doo, a kölyökkutya c. sorozatig, illetve a 2006-os Bozont és Scooby-Doo-ban sem része a főszereplőgárdának.

## Személyisége
Fred a '70-es években készült sorozatokban (1969–1979) eredetileg hasonló szellemi képességekkel van felruházva, mint Vilma, általában a sorozatok folyamán megjelenő rejtélyek szellemi részét ők ketten oldják meg, a Rejtély Rt.-ben pedig határozott vezérszerepet tölt be. Később, a Scooby-Doo, a kölyökkutya c. sorozatban a karaktereket alapjában véve átdolgozták és humorosabb jellemmel ruházták azokat fel - így Fred is az eddigiekkel ellentétben a csapat legkevésbé okosabb tagjává vált, igaz, még mindig a csapat vezéreként funkcionál. Ezek után a későbbi sorozatokban (Mizújs, Scooby-Doo?; Scooby-Doo: Rejtélyek nyomában) és filmekben Fredet hasonlóan állítják be, mára főként fizikai képességei helyeződtek előtérbe, és a csapdaállítás iránti szenvedélye.
Diánával való kapcsolata 2000 környékén kezdett szerelmi kapcsolattá formálódni, az élőszereplős filmekben, illetve a Scooby-Doo: Rejtélyek nyomában c. sorozatban ez kibontakozik.

## Megjelenése
Fred eredetileg fehér felsőt, kék hosszúnadrágot és narancssárga nyaksálat visel, barna cipővel. A karakterek megjelenése többször is újra lett tervezve, a Scooby-Doo, a kölyökkutyában, akárcsak a többi szereplőt, Fredet is tizenkét évesen láthatjuk, a sorozat látványvilága pedig karikatúraszerűbb. A későbbiekben Fred több új megjelenést is kapott, az első generációs DVD-filmekben (1998–2001) kék pólót és fehér mellényt visel, a Mizújs, Scooby-Doo?-ban és a harmadik generációs DVD-filmekben (2004–2009) pedig fehér-kék-fehér csíkos pólót és kék nadrágot hord, később pedig a Scooby-Doo: Rejtélyek nyomában c. sorozatban illetve a negyedik generációs DVD-filmekben (2010–máig) Fred visszatér eredeti öltözködéséhez.
Testalkata fitt, rendszeresen edz, szőke haja van, szeme pedig általában fekete, az első generációs DVD-filmekben kék.

## A karakter megjelenése

### Sorozatok
- Scooby-Doo, merre vagy? (1969–1970)
- Scooby-Doo újabb kalandjai (1972–1973)
- A Scooby-Doo-show (1976–1978)
- Scooby-Doo és Scrappy-Doo (25 perces változat) (1979–1980)
- Az új Scooby-Doo és Scrappy-Doo-show (1983–1984) (vendég szereplő)
- Scooby-Doo, a kölyökkutya (1988–1991)
- Johnny Bravo (1997–2004) (vendég szereplő)
- Mizújs, Scooby-Doo? (2002–2005)
- Bozont és Scooby-Doo (2006–2008) (vendég szereplő)
- Scooby-Doo: Rejtélyek nyomában (2010–2013)
- Csak lazán, Scooby-Doo! (2015–2018)
- Scooby-Doo és (sz)társai (2019–jelen)

### Egész estés rajzfilmek és élőszereplős filmek
- Scooby-Doo Hollywoodba megy (1979)
- 1998-tól napjainkig az összes egész estés rajzfilmekben és élőszereplős filmekben.

## Rokonok
- Skip Jones és Peggy Jones: Fred szülei a Scooby-Doo! Kalózok a láthatáron! c. rajzfilmben.
- Frederick Jones Sr. polgármester: Fred nevelőapja a Scooby-Doo: Rejtélyek nyomában c. sorozatban.
- Brad Chiles és Judy Reeves: Fred igazi szülei a Scooby-Doo: Rejtélyek nyomában c. sorozatban.
- Eddie Jones: Fred nagybátyja.
- Karl bácsi: Fred nagybátyja.
- Jed Jones: Fred unokatestvére.

## Szinkronhangjai, megszemélyesítői

### Megszemélyesítője
- Freddie Prinze Jr. (Scooby-Doo – A nagy csapat, 2002 / Scooby-Doo 2. – Szörnyek póráz nélkül, 2004)
- Ryan Vrba (Fiatal Fred, Scooby-Doo 2. – Szörnyek póráz nélkül, 2004)
- Robbie Amell (Scooby-Doo! Az első rejtély, 2009 / Scooby-Doo és a tavi szörny átka, 2010)

### Eredeti szinkronhangok
- Frank Welker (1969–1983 / 1997–jelen) (2002-től Scooby-Doo hangja is)
- Carl Steven (Scooby-Doo, a kölyökkutya, 1988–1991)
- Jim Wise (Énekhang, Scooby-Doo! Vámpírmusical, 2012)
- Zac Efron (Scooby!, 2020)
- Pierce Gagnon (Fiatal Fred, Scooby!, 2020)

### Magyar szinkronhangok
- Bódy Gergely (1998–jelen)
- Markovics Tamás (Scooby-Doo – A nagy csapat, 2002 / Scooby-Doo 2. – Szörnyek póráz nélkül, 2004 / 2009–jelen
- Bodrogi Attila (2007-ben, a Johnny Bravo Szellemes történetek című rész, 2. szinkronjában)
- Pál Tamás (Nyugi, Scooby! (1. szinkron), 2011)
- Joó Gábor (Scooby-Doo, a kölyökkutya, 2012)
- Hamvas Dániel (Scooby-Doo! Vámpírmusical (egy jelenetben), 2012) [1]
- Moser Károly (Tini titánok, harcra fel!: 5. évad 47. rész: Rajzfilmes viszály, 2019)
- Járai Máté (Énekhang, Scooby-Doo és (sz)társai, 2020)
- Sándor Barnabás (Fiatal Fred, Scooby!, 2020)